# Caulolatilus cyanops
Caulolatilus cyanops is een straalvinnige vis uit de familie van Malacanthidae, orde baarsachtigen (Perciformes), die voorkomt in het westen van de Atlantische Oceaan.

## Beschrijving
Caulolatilus cyanops kan een maximale lengte bereiken van 60 centimeter.

## Leefwijze
Caulolatilus cyanops is een zoutwatervis die voorkomt in subtropische wateren op een diepte van 45 tot 495 meter.
Het dieet van de vis bestaat hoofdzakelijk uit macrofauna en vis.

## Relatie tot de mens
Caulolatilus cyanops is voor de visserij van aanzienlijk commercieel belang. Bovendien wordt er op de vis gejaagd in de hengelsport.
De soort staat niet op de Rode Lijst van de IUCN.